# An Affair of Hearts
An Affair of Hearts è un cortometraggio muto del 1910 diretto da Frank Powell  o David W. Griffith.

## Trama
Due eccentrici francesi si disputano la mano di una bella ragazza americana ma, alla fine, restano con le pive nel sacco quando lei presenta loro il suo fidanzato.

## Produzione
Il film fu prodotto dalla Biograph Company. Le riprese vennero effettuate il 2 e il 16-17 marzo 1910 a Verdugo, in California.

## Distribuzione
Distribuito dalla Biograph Company, il film - un cortometraggio in una bobina - uscì nelle sale cinematografiche statunitensi il 19 maggio 1910. Copia del film - un positivo a 35 mm - è conservata negli archivi della Library of Congress.